# Walentin Bieriestow
Walentin Dmitrijewicz Bieriestow (ros. Валенти́н Дми́триевич Бе́рестов; ur. 1 kwietnia 1928 w Mieszczowsku, zm. 15 kwietnia 1998 w Moskwie) – radziecki pisarz i poeta. Autor m.in. utworów dla dzieci. 
Pochowany na Cmentarzu Chowańskim.

## Twórczość
- Dróżka w lesie[2] (1963); ros. Как найти дорожку (1957)
- Nikt mnie więcej nie zobaczy[3] (1963); ros. Честное гусеничное (1958)